# Шодиев, Мухаммаджон
Мухаммаджон Шодиев (тадж.  Муҳаммадҷон Шодиев; род. 5 января 1954, с. Саро, Аштский район, Согдийская область, Таджикская ССР, СССР) — советский и таджикский актёр театра, кино и озвучивания, артист Таджикского академического театра им. А. Лахути, народный артист Республики Таджикистан (2016).

## Биография
Родился 5 января 1954 года в селе Саро, Аштский район, Согдийская область, Таджикская ССР, СССР, где окончил местную начальную школу. В 1979 году окончил Таджикский государственный институт культуры и искусств имени Мирзо Турсунзаде, где уже в студенческие годы начал приобретать популярность чтеца.
В ранние годы своей карьеры он выступал на сцене Музыкально-драматического театра имени Туфы Фазыловой, а в 1984 году переехал в Душанбе, где был приглашён в труппу Таджикского академического театра им. А. Лахути, где продолжает работать и по сей день.
За годы работы в театре репертуар Шодиева пополнился ролями в таких пьесах и операх, как «Шах Исмаил», «Ромео и Джульетта», «Слуга двух господ» и другие.
Осенью 2013 года Шодиев выступил в роли режиссёра спектакля «Любовь», который был поставлен в том же году на сцене его родного театра. Впоследствии он стал преподавать актёрское мастерство и студенческую речь в Таджикском государственном институте культуры и искусств имени Мирзо Турсунзаде.

## Личная жизнь
Мухаммаджон Шодиев женат и имеет пятерых детей.
В августе 2020 года он был госпитализирован после заражения COVID-19 и позднее был выписан из больницы.

## Награды
- 2005 — Заслуженный артист Республики Таджикистан
- 2016 — Народный артист Республики Таджикистан

## Фильмография
- 1989 — Кандидат — эпизодическая роль
- 1998 — Полёт пчелы
- 2010 — Каменное пересечение